# Verwaltungsgemeinschaft Heldburger Unterland
La Verwaltungsgemeinschaft Heldburger Unterland est une communauté d'administration allemande qui regroupe 8 communes du land de Thuringe, dans l'arrondissement de Hildburghausen, au centre de l'Allemagne. En 2015, sa population est de 7 796 habitants.

## Source de la traduction
- (de) Cet article est partiellement ou en totalité issu de l’article de Wikipédia en allemand intitulé « Verwaltungsgemeinschaft Heldburger Unterland » (voir la liste des auteurs).